# Baron Waqa
Baron Divavesi Waqa (/bærˈʌn dɪvʌveɪˈsiː wɑːˈkʌ/; sinh ngày 31 tháng 12 năm 1959) là chính trị gia Nauru, giữ chức Tổng thống Nauru từ ngày 11 tháng 7 năm 2013. Trước đây, ông là Bộ trưởng Bộ Giáo dục, nhiệm kỳ từ năm 2004 đến năm 2007.
Baron Waqa đã kết hôn với Louisa Waqa.